# Relevant
Relevant település Franciaországban, Ain megyében. Lakosainak száma 467 fő (2022. január 1.). Relevant Baneins, Châtillon-sur-Chalaronne, Saint-Trivier-sur-Moignans és Sandrans községekkel határos.

## Népesség
A település népessége az elmúlt években az alábbi módon változott:
| Lakosok száma | 254  | 331  | 327  | 409  | 473  | 468  | 463  | 466  | 467  | 467  |
|               | 1968 | 1982 | 1990 | 2006 | 2011 | 2016 | 2017 | 2019 | 2020 | 2022 |